# Bangerz
Bangerz ist das vierte Studioalbum der US-amerikanischen Sängerin Miley Cyrus. Es wurde am 4. Oktober 2013 bei RCA Records veröffentlicht, nachdem Cyrus Anfang des Jahres dort einen Plattenvertrag unterschrieben hatte. Bangerz belegte Platz 1 in den US-Albumcharts und wurde dort mit Platin ausgezeichnet.

## Hintergrund
Cyrus kündigte im März 2013, zwei Monate nachdem sie einen Plattenvertrag bei RCA Records unterschrieben hatte, an, dass ein neues Album Ende desselben Jahres erscheinen solle. Am 6. August 2013 kündigte Cyrus den Titel des Albums über Twitter an. Zudem sah die Sängerin die Musik von Bangerz als erwachsen und sexy an, wie sie in einem Interview sagte. Auf dem Album sind überwiegend Pop-Titel enthalten, allerdings verfügen einige Lieder auch über Hip-Hop- und Country-Elemente.

## Veröffentlichte Singles

### We Can’t Stop
Cyrus kündigte die erste Single des Albums, We Can’t Stop, am 19. Mai 2013 bei den Billboard Music Awards an und veröffentlichte diese am 3. Juni 2013. Das Lied belegte Platz 2 in den US-Charts sowie Platz 1 in Neuseeland und Großbritannien. In den USA wurde das Lied mit 3-fach-Platin ausgezeichnet. Das Musikvideo zu We Can’t Stop wurde am 19. Juni 2013 veröffentlicht. Das Video brach den Rekord als am meisten angeklicktes Video innerhalb von 24 Stunden nach der Veröffentlichung mit 10,7 Millionen Aufrufen und nach 37 Tagen auch den des Videos, das am schnellsten 100 Millionen Aufrufe erreichte.

### Wrecking Ball
Als zweite Single des Albums wurde Wrecking Ball am 25. August 2013 veröffentlicht. Sie erreichte Platz 1 in mehreren Ländern wie den USA, Kanada und Großbritannien. Am 9. September 2013 folgte das Musikvideo, das für Aufsehen sorgte, da es Cyrus nackt auf einer Abrissbirne zeigt. Mit 19,3 Millionen Aufrufen innerhalb von 24 Stunden brach das Video einen Rekord, den es fast ein Jahr lang halten konnte. Des Weiteren erhielt Wrecking Ball einige Auszeichnungen, darunter Platin in Deutschland, 5-fach-Platin in den Vereinigten Staaten und 11-fach-Platin in Norwegen.

### Adore You
Adore You wurde als dritte und letzte Single des Albums am 17. Dezember 2013 veröffentlicht, woraufhin das Musikvideo am 26. Dezember 2013 folgte. Mit Platz 21 in den Billboard Hot 100 konnte Adore You jedoch nicht an die beiden vorherigen Singles des Albums anknüpfen.

## Titelliste
| #   | Titel                              | Songwriting | Länge |
| --- | ---------------------------------- | --- | ----- |
| 1.  | Adore You                          | Stacy Barthe, Oren Yoel | 4:38  |
| 2.  | We Can’t Stop                      | Miley Cyrus, Michael L. Williams II, Pierre "P-Nasty" Slaughter, Timothy Thomas, Theron Thomas, Douglas Davis, Ricky Walters     | 3:51  |
| 3.  | SMS (Bangerz) (mit Britney Spears) | Miley Cyrus, M. Williams, Marquel "Marz" Middlebrooks, Sean Garrett                                                              | 2:49  |
| 4.  | 4x4 (mit Nelly)                    | Miley Cyrus, Pharrell Williams, Cornell Hayes, Jr.                                                                               | 3:11  |
| 5.  | My Darlin’ (mit Future)            | Miley Cyrus, M. Williams, Pierre „P-Nasty“ Slaughter, Nayvadius Wilburn, Jeremih Felton, Jerry Leiber, Mike Stoller, Ben E. King | 4:03  |
| 6.  | Wrecking Ball                      | Lukasz Gottwald, Maureen „Mozella“ McDonald, Stephan Moccio, Sacha Skarbek, Henry Walter                                         | 3:41  |
| 7.  | Love Money Party (mit Big Sean)    | Miley Cyrus, M. Williams, Marquel „Marz“ Middlebrooks, Sean Anderson, Sean Garrett                                               | 3:39  |
| 8.  | #GETITRIGHT                        | P. Williams | 4:24  |
| 9.  | Drive                              | Miley Cyrus, M. Williams, Pierre „P-Nasty“ Slaughter, Samuel Jean                                                                | 4:15  |
| 10. | FU (mit French Montana)            | Miley Cyrus, Rami Samir Afuni, Maureen „Mozella“ McDonald, Karim Kharbouch                                                       | 3:51  |
| 11. | Do My Thang                        | Miley Cyrus, William Adams, Michael McHenry, Ryan „DJ Replay“ Buendia, Kyle Edwards, Jean-Baptiste                               | 3:45  |
| 12. | Maybe You’re Right                 | Miley Cyrus, M. Williams, Pierre „P-Nasty“ Slaughter, Camaron Ochs, John Shanks Johnson                                          | 3:33  |
| 13. | Someone Else                       | Miley Cyrus, M. Williams, Pierre „P-Nasty“ Slaughter, Timothy Thomas, Theron Thomas, Maureen „Mozella“ McDonald                  | 4:48  |
|     | Deluxe-Edition                     | |       |
| 14. | Rooting for My Baby                | Miley Cyrus, P. Williams | 3:20  |
| 15. | On My Own                          | P. Williams | 3:52  |
| 16. | Hands in the Air (mit Ludacris)    | Miley Cyrus, M. Williams, Pierre „P-Nasty“ Slaughter, Samuel Jean, Asia Bryant, Christopher Bridges                              | 3:22  |

## Kommerzieller Erfolg

### Chartplatzierungen
| ChartsChartplatzierungen       | Höchstplatzierung | Wochen |
| ------------------------------ | ----------------- | ------ |
| Deutschland (GfK)              | 9 (16 Wo.)        | 16     |
| Österreich (Ö3)                | 4 (16 Wo.)        | 16     |
| Schweiz (IFPI)                 | 7 (18 Wo.)        | 18     |
| Vereinigte Staaten (Billboard) | 1 (53 Wo.)        | 53     |
| Vereinigtes Königreich (OCC)   | 1 (30 Wo.)        | 30     |

| ChartsJahrescharts (2013)      | Platzierung |
| ------------------------------ | ----------- |
| Vereinigte Staaten (Billboard) | 51          |
| Vereinigtes Königreich (OCC)   | 71          |

| ChartsJahrescharts (2014)      | Platzierung |
| ------------------------------ | ----------- |
| Vereinigte Staaten (Billboard) | 23          |

### Auszeichnungen für Musikverkäufe
| Land/Region                  | Auszeichnungen für Musikverkäufe (Land/Region, Auszeichnung, Verkäufe) | Verkäufe  |
| ---------------------------- | ---------------------------------------------------------------------- | --------- |
| Australien (ARIA)            | Platin                                                                 | 70.000    |
| Brasilien (PMB)              | 3× Platin                                                              | 120.000   |
| Dänemark (IFPI)              | Platin                                                                 | 20.000    |
| Italien (FIMI)               | Gold                                                                   | 25.000    |
| Kanada (MC)                  | 2× Platin                                                              | 160.000   |
| Mexiko (AMPROFON)            | 3× Gold                                                                | 90.000    |
| Neuseeland (RMNZ)            | 2× Platin                                                              | 30.000    |
| Norwegen (IFPI)              | 4× Platin                                                              | 80.000    |
| Österreich (IFPI)            | Gold                                                                   | 7.500     |
| Peru (UNIMPRO)               | Platin                                                                 | 6.000     |
| Polen (ZPAV)                 | Platin                                                                 | 20.000    |
| Portugal (AFP)               | 2× Platin                                                              | 30.000    |
| Schweden (IFPI)              | Platin                                                                 | 40.000    |
| Spanien (Promusicae)         | Gold                                                                   | 20.000    |
| Vereinigte Staaten (RIAA)    | 3× Platin                                                              | 3.000.000 |
| Vereinigtes Königreich (BPI) | Gold                                                                   | 100.000   |
| Insgesamt                    | 5× Gold · 22× Platin ·                                                 | 3.818.500 |

Hauptartikel: Miley Cyrus/Auszeichnungen für Musikverkäufe